# Lasioglossum subdeclivis
Lasioglossum subdeclivis är en biart som först beskrevs av Gregory B. Pauly 1980.  Lasioglossum subdeclivis ingår i släktet smalbin, och familjen vägbin. Inga underarter finns listade i Catalogue of Life.